# Grauspitz
Grauspitz (numit și Vorder Grauspitz) este un vârf montan aflat la granița dintre Liechtenstein și Elveția. Cu o altitudine de 2.599 m, este cel mai înalt vârf montan din Liechtenstein.